# رکاب

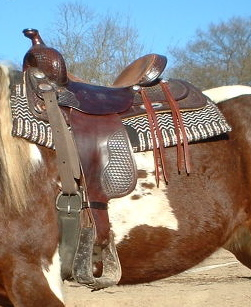
رکاب نوع غربی

رکاب قابی است حلقوی یا بیضی که با قطعه‌ای بند مانند و معمولاً از جنس چرم به زین متصل می‌گردد. این وسیله برای سوار شدن به اسب و قاطر و کنترل سوارکاری کاربرد دارد.
در ابتدا سوارکار برای سوارشدن به اسب از تنگ زین استفاده می‌کرد سپس زین‌های تک رکابی اختراع شد که فقط برای کمک به سوار شدن کاربرد داشت و در نهایت از دو رکاب متصل به زین استفاده گردید که علاوه بر سوار شدن جهت کنترل و پایداری سوارکار بسیار مفید بود.

## تاریخ
بنا بر برخی اقوال، رکاب دوتایی برای اولین بار در دودمان جین در چین اختراع و استفاده شده‌است و قبل از آن در هند و مناطق دیگر از یک حلقه که در کنار تنگ زین جاگذاری شده بود برای سوارشدن استفاده می شد. مورخ مشهور خاورمیانه، برنارد لوئیس، با استناد به برخی کتیبه‌های عربی نتیجه می‌گیرد که ایرانیان باستان مخترع رکاب بوده‌اند. او بر این باور است که اختراع رکاب انقلابی اساسی در حمل و نقل، ارتباطات و جنگ‌افزار ایجاد کرد. بعد از رکاب بود که رزم‌آوران با زره و سلاح‌های سنگین می‌توانستند بر مرکب‌ها سوار شوند و اینگونه «سواره‌نظام» در رسته‌های نظامی پدید آمد. لوئیس اضافه می‌کند که چابکی‌ای که پس از اختراع رکاب ایجاد شد الهام‌بخش اختراع بعدی ایرانیان یعنی چاپارخانه و چاپارداری بود که نیای نخستین صنعت پست است.
رکاب دوتایی در قرون وسطی به اروپا راه یافت و از آن به بعد انواع مختلف در شکل‌ها و جنس‌های متفاوت ساخته شد.